# Ilia Nabokov
Pour les articles homonymes, voir Nabokov.
Ilia Dmitrievitch Nabokov - en russe : Илья Дмитриевич Набоков et en anglais : Ilya Nabokov - (né le 27 mars 2003 à Kasli dans l'oblast de Tcheliabinsk en Russie) est un joueur professionnel russe de hockey sur glace. Il évolue au poste de gardien de but.

## Biographie

### Carrière en club
Nabokov débute à l'école de glace de Kasli avant de rejoindre celle du Metchel Tcheliabinsk à l'âge de cinq ans. Fin 2014, il rejoint les équipes de jeunes du Metallourg Magnitogorsk. Il commence sa carrière en junior avec les Stalnye Lissy dans la MHL lors de la saison 2019-2020. Le 29 novembre 2022, il joue ses premières minutes dans la KHL avec le Metallourg face au HC Red Star Kunlun après avoir remplacé Vassili Kochetchkine. Lors de la saison 2023-2024, il est gagne sa place de gardien titulaire dans l'équipe entraînée par Andreï Razine. L'équipe remporte la Coupe Gagarine 2024. Nabokov est nommé joueur le plus utile des séries éliminatoires de la Coupe Gagarine au cours desquelles il remporte seize victoires en vingt-deux matchs et réalise quatre blanchissages. Il est choisi au 2e tour, en 38e position au total par l'Avalanche du Colorado lors du repêchage d'entrée dans la LNH 2024.

### Carrière internationale
Il représente la Russie en sélections jeunes.

## Trophées et honneurs personnels
- MHL :
  - 2022-2023 : participe au match des étoiles.

- KHL :
  - 2023-2024 : joueur le plus utile des séries éliminatoires.
  - 2023-2024 : Vainqueur de la Coupe Gagarine